# Leon Wróbel
Leon Wróbel (ur. 6 kwietnia 1954 w Nieporęcie, zm. 1 lutego 2025) – polski żeglarz, medalista mistrzostw Europy, olimpijczyk z Moskwy 1980.

## Kariera sportowa
Złoty medalista mistrzostw świata:
- w klasie Cadet w roku 1968,
- W klasie Hornet w roku 1971 (partnerem był Edward Pietrucha[2],
- w klasie Micro w roku 1995 (partnerem był Tomasz Stocki).

Trzykrotny brązowy medalista mistrzostw Europy w klasie 470 (partnerem był Tomasz Stocki) z lat 1976, 1978, 1979.
Mistrz Polski w klasie 470 w latach 1974–1976, 1978–1983 i w klasie Micro w roku 1995 (partnerem był Tomasz Stocki).
Na igrzyskach w Moskwie wystartował w klasie 470 (partnerem był Tomasz Stocki) zajmując 5. miejsce.